# Paul Haghedooren
Paul Haghedooren, nacido el  11 de octubre de 1959 en Courtrai y fallecido el 9 de noviembre de 1997 en Knokke-Heist, fue un ciclista belga que fue profesional entre 1982 y 1993. En la Vuelta a Bélgica de 1990 había terminado segundo pero fue descalificado por haber dado positivo en un control antidopaje. Su prematura muerte fue atribuida al uso de EPO mientras competía. 

## Palmarés
| 1980 (como amateur) - Circuito de Valonia 1985 - Campeonato de Bélgica en Ruta - Gran Premio Pino Cerami 1987 - 1 etapa de la Milk Race - Gran Premio Raymond Impanis 1991 - 1 etapa de la París-Bourges - 1 etapa de los Cuatro Días de Dunkerque | 1992 - Premio Nacional de Clausura 1993 - 1 etapa de los Cuatro Días de Dunkerque 1996 (como amateur) - 1 etapa del Triptyque des Monts et Châteaux |

## Resultados en las grandes vueltas
| Carrera         | 1982 | 1983 | 1984 | 1985 | 1986 | 1987 | 1988 | 1989 | 1990  | 1991 | 1992 | 1993 |
| --------------- | ---- | ---- | ---- | ---- | ---- | ---- | ---- | ---- | ----- | ---- | ---- | ---- |
| Giro de Italia  | -    | -    | -    | -    | -    | -    | -    | -    | -     | -    | -    | -    |
| Tour de Francia | -    | 49.º | Ab.  | 33.º | 67.º | -    | -    | -    | 106.º | -    | -    | -    |
| Vuelta a España | -    | -    | -    | -    | -    | -    | 34.º | -    | -     | -    | 78.º | -    |
| Mundial en Ruta | -    | -    | -    | -    | -    | -    | -    | -    | -     | -    | -    | -    |

-: no participa

Ab.: abandono